# T-70
Il T-70 è stato un carro armato leggero sovietico che entrò in servizio nel 1942, come carro leggero da ricognizione e combattimento generale.

## Descrizione
Era una versione migliorata del T-60, dopo la constatazione che il T-60 non era sufficientemente efficace in battaglia, relativamente lento e soprattutto poco armato. Bisognava tentare qualcosa d'altro, più potente ed efficace. La progettazione del veicolo venne portata avanti rapidamente e la produzione partì negli stabilimenti automobilistici di Gor'kij, visto che si trattava di ottenere da un'industria non specializzata in potenti veicoli da combattimento dei carri di ragionevoli caratteristiche.

## Struttura
Esso aveva sempre un equipaggio di sole 2 persone ed un apparato motore costituito da 2 GAZ-202 da 70 hp l'uno, poi sostituiti da modelli potenziati. I cingoli erano del tipo con doppi denti di guida, che li tenevano in posizione sulle 6 ruote di medio diametro. Altre 3 erano presenti come rulli di rinvio. La torretta era dotata di un cannone da 45 mm abbinato ad una mitragliatrice leggera, spostata a sinistra, mentre i motori erano a destra. Il capocarro, unico della torretta, doveva azionare l'armamento, ricaricare e dare ordini, in base a quello che vedeva, al pilota. Troppi compiti, chiaramente, per un uomo solo, ma la configurazione del veicolo non consentiva di fare diversamente, altrimenti sarebbe stata la corazzatura a soffrirne eccessivamente, nel senso che si sarebbe dovuto costruire un veicolo più largo e dalla maggior superficie.
La corazzatura frontale era di 35mm e a causa della sua inclinazione (~60°) raggiungeva lo spessore effettivo di 70mm. Dunque lo rendeva resistente ai cannoni da 3,7 cm solo sulla corazzatura anteriore. Tutte le altre superfici erano invece poco corazzate (15mm) e non inclinate, il che lo rendeva un facile bersaglio.
La torretta era esagonale in piastre saldate, un robusto scudo, un periscopio superiore alla torre, che era presente al centro del portello.

## Altre versioni

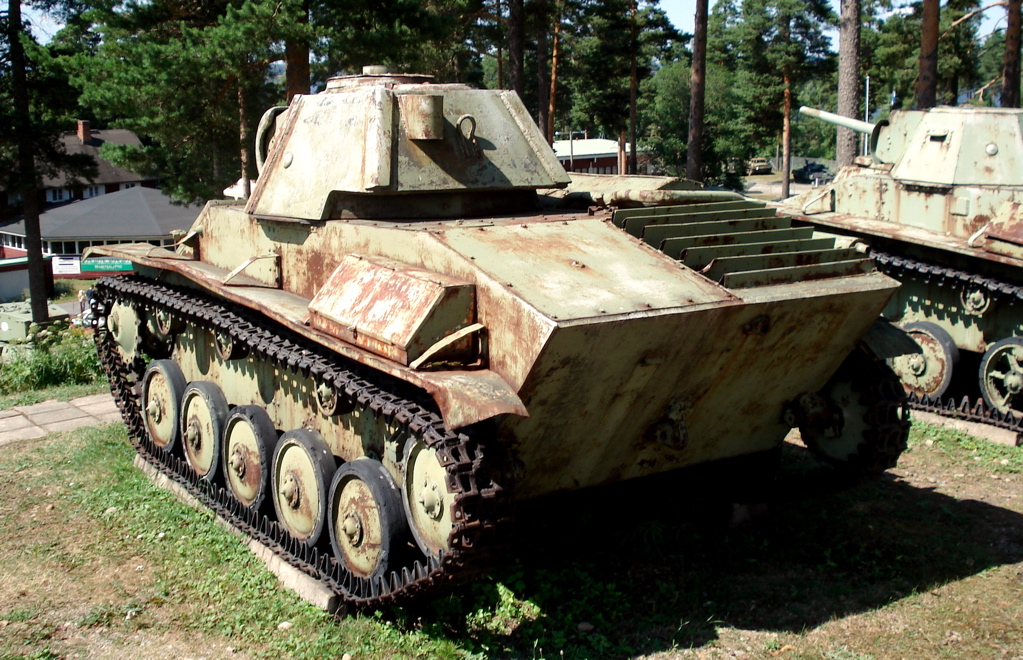
La parte posteriore del carro del museo di Parola, Finlandia. Da notare la torre spostata a sinistra.

Il veicolo venne ampiamente usato per ruoli di esplorazione e di supporto fanteria, ma venne usato anche in unità da combattimento di prima linea. I risultati erano molto discutibili, anche se non si poteva ottenere di più con mezzi tanto leggeri e derivati da tecnologia non particolarmente specializzata.
Oltre 8000 esemplari furono prodotti, con una certa parte data da T-70A con corazza migliorata (portata a 50mm), ma ben presto ci si rese conto che anche per quello che valeva esso rischiava di essere un mezzo poco efficace contro i pericolosi reparti tedeschi.
Con il T-80 si cercò di raggiungere un ulteriore passo avanti nel settore carri leggeri, ma oramai era l'intero concetto ad essere messo sotto accusa. Quasi subito il T-80 venne tolto dalla linea e le risorse liberate vennero usate per il semovente SU-76, con un cannone da 76mm divisionale, un mezzo assai migliore nell'insieme anche se non esente da critiche.